# Episodi di The Goodwin Games
La prima stagione della serie televisiva The Goodwin Games è stata trasmessa negli Stati Uniti sul canale Fox dal 20 maggio al 1º luglio 2013.
In Italia la serie è inedita.
| nº | Titolo originale       | Titolo italiano | Prima TV USA   | Prima TV Italia |
| -- | ---------------------- | --------------- | -------------- | --------------- |
| 1  | Pilot                  |                 | 20 maggio 2013 |                 |
| 2  | Welcome Home, Goodwins |                 | 27 maggio 2013 |                 |
| 3  | The Hamletta           |                 | 3 giugno 2013  |                 |
| 4  | The Birds of Granby    |                 | 10 giugno 2013 |                 |
| 5  | Happy Hour             |                 | 17 giugno 2013 |                 |
| 6  | The Box                |                 | 24 giugno 2013 |                 |
| 7  | Small Town             |                 | 1º luglio 2013 |                 |